# Киндель, Август Мартович
Август Мартович Киндель (1895, г. Феллин, Лифляндская губерния — 1938, Московская обл., Бутово) — советский партийный и государственный деятель, с февраля по ноябрь 1924 года Нарком труда КазАССР.

## Биография
Август Мартович Киндель родился в 1897 в г. Феллин (ныне г. Вильянди) Лифляндской губернии Российской империи в семье крестьянина. Эстонец. Дед — крестьянин на острове Эзель. Отец — рабочий-землекоп, с 1927 связи с ним не имеет. Мать — батрачка у кулаков и прачка по найму, умерла в 1912 году. Старший брат — жестянщик в Эстонии, младший брат — маляр в Эстонии. Сестра — жена сапожника в Эстонии. Член ВКП(б) с 1917 года.

### Образование
1906-08. Окончил 2 класса церковно-приходской школы, г. Феллин.
В 1911 году окончил Феллинское городское начальное училище.
В 1933 году вечернее отделение Плановой Академии СССР.

### Трудовая деятельность
В 1904—1911 годы пастух у кулаков. В 1911—1912 годы ученик кустаря-сапожника. В 1912—1916 годы ученик-наборщик типографии Э.Ринга (г. Феллин).
В 1916 году призван в армию, рядовой 1-го пехотного запасного полка (г. Петроград).
В 1916—1917 годы подручный токаря Петроградского металлического завода. В 1917 году боец милицейского заводского отряда.
В 1917—1918 годы рядовой, командир взвода заводского красногвардейского отряда, участник подавления мятежей Корнилова и Керенского.
В 1918 году наборщик в типографии Ревельского совнархоза.
При занятии Эстонии немецкими войсками бежал в РСФСР и Бюро эстонских политэмигрантов направлен на работу в Сибирь. В 1918—1920 годы наборщик национализированной типографии Ч.Сурина (г. Благовещенск), боец красногвардейского отряда на территории занятой Колчаком. В 1920 году избран членом Совета самоуправления (г. Благовещенск).
В 1920—1921 годы заместитель председателя Амурского губсовпрофа.
В 1921 году член президиума тарифно-экономическим отделом Дальневосточного краевого совета профсоюзов.
В 1922 году заместитель министра труда Дальневосточной республики (ДВР), заведующий отделом труда Дальневосточного краевого ревкома.
В 1922—1923 годы председатель Приморского губернского бюро профсоюзов.
В 1923 году уполномоченный Наркомата труда РСФСР по Дальневосточному краю.
С февраля по ноябрь 1924 года Нарком труда КазАССР.
С ноября 1924 по август 1925 года заместитель Наркома труда, начальник Главного управления социального страхования КАССР.
В августе 1925 года откомандирован в распоряжение Наркомата труда РСФСР.
В 1925 году заведующий тарифно-конфликтным отделом Наркомата труда РСФСР.
В 1929 году заведующий тарифно-конфликтным бюро ВЦСПС.
В 1930 году секретарь парткома строительства Угрешского химкомбината (г. Москва), заведующий отделом тарифа и экономики-член президиума Кимрского окружного Совета профсоюзов.
В 1930—1932 годы прокурор Конаковского района Московской области.
В 1932—1933 годы заместитель заведующего орг.сектором, заместитель заведующего сектором оргмассовой работы и мобилизации средств Наркомата финансов СССР.
В 1933—1935 годы уполномоченный комитета заготовок при Совнаркоме СССР по Старо-Полтавскому кантону АССР Немцев Поволжья, член бюро кантона партии.
В 1935—1938 годы уполномоченный Комитета заготовок при Совнаркоме СССР по Лизандергейскому кантону АССР Немцев Поволжья, член бюро кантонного комитета партии, заместитель председателя кантонного исполкома.
9 марта 1938 года арестован. 19 мая 1938 комиссия НКВД СССР и прокурора СССР признала доказанным обвинение в шпионаже в пользу Эстонии и приговорил к высшей мере наказания. Приговор приведен в исполнение 29 мая 1938. Место захоронения — Московская область, Бутовский полигон. 15 сентября 1956 года реабилитирован.